# Kristian Torgersen
Kristian Bernt Torgersen (16 mei 2003) is een Noors voetballer.

## Clubcarrière
Torgersen startte zijn seniorencarrière bij Stabæk Fotball. Op 22 december 2020 maakte hij zijn officiële debuut in de Eliteserien: op de slotspeeldag van het seizoen 2020 mocht hij tegen Strømsgodset IF (0-4-winst) in de 76e minuut invallen voor Kaloyan Kostadinov.

## Interlandcarrière
Torgersen is sinds 2018 Noors jeugdinternational.